# Pierre Bernac

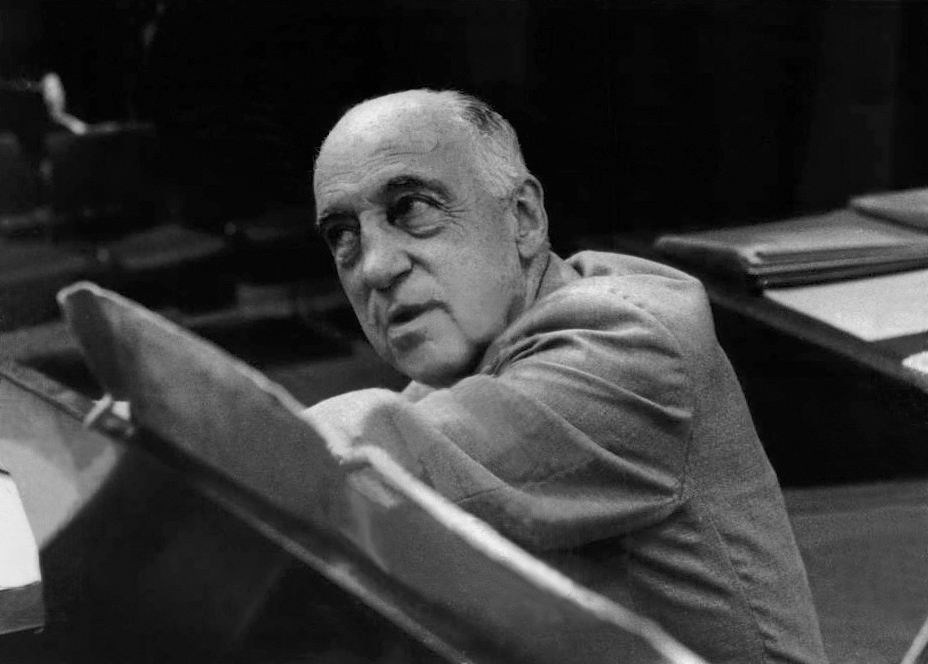
Pierre Bernac in 1968

Pierre Bernac, eigenlijk Pierre Louis Bertin (Parijs, 12 januari 1899 - Villeneuve-lès-Avignon, 17 oktober 1979) was een Franse zanger van klassieke muziek met het stemtype bariton. Hij werkte 25 jaar lang nauw samen met de componist Francis Poulenc, die 90 liederen voor hem schreef. Bij hun gezamenlijke recitals was Poulenc de pianist.

## Loopbaan
Bernac nam zanglessen vanaf zijn achttiende en werd vanaf 1925 muzikaal opgeleid door de componist en dirigent André Caplet. Zijn eerste pianopartner was in 1926 Yvonne Gouverné. Hij trok naar Salzburg om zich de Duitstalige liedkunst eigen te maken, maar hij is in de eerste plaats bekend als interpreet van het Franstalige lied (mélodie). Op dat gebied geldt hij als een normgevend voorbeeld voor latere generaties van zangers.
Zijn eerste optreden met Poulenc vond al plaats in 1926, maar hun samenwerking kreeg vaste vorm vanaf 1934, na een gezamenlijk optreden bij de Salzburger Festspiele. Vanaf dat moment vormden zij een duo met een breed liedrepertoire van in de eerste plaats Poulenc en ook Charles Gounod, Gabriel Fauré, Ernest Chausson, Henri Duparc, Claude Debussy, Maurice Ravel, Arthur Honegger, Darius Milhaud, Franz Schubert, Robert Schumann en anderen. Componisten die liederen aan Bernac opdroegen waren Albert Roussel, André Jolivet, Henri Sauguet, Jean Françaix, Paul Hindemith, Lennox Berkeley en Samuel Barber (naast uiteraard Poulenc). 
In het liedgenre met pianobegeleiding voelde hij zich met zijn bescheiden optreden, voorname voordracht en lichte 'baryton-Martin' het meest thuis. Tweemaal waagde hij zich aan een opera, beide keren in de rol van Pelléas in Debussy's Pelléas et Mélisande, in 1933 in Parijs en in 1936 in Genève. Dat hiervan geen opnamen zijn gemaakt, wordt door kenners en liefhebbers betreurd als een omissie in zijn discografie. 
Francis Poulenc stierf in 1963, maar aan het duo was al een eind gekomen doordat Bernac in 1959 stopte met optreden, toen hij 60 jaar werd.
Zijn lespraktijk zette hij voort. Bij hem hebben vele bekende zangers korte of langere tijd gestudeerd, onder wie Grace Bumbry, Jessye Norman, Gérard Souzay, Elly Ameling, Bernard Kruysen, Dora Lindeman, Jard van Nes, Margreet Honig, John Bröcheler, Ruud van der Meer, Wendela Bronsgeest, Joanna Diepenbrock, Ria Bollen, Meinard Kraak en Lucienne Van Deyck en ook de musicoloog en muziekpedagoog Hans Schouwman. Bernac gaf masterclasses in Frankrijk, Groot-Brittannië en de VS. 
Pierre Bernac stierf na een reeks hartaanvallen in 1979 op 80-jarige leeftijd.

## Publicaties
Na zijn afscheid van het podium schreef Bernac twee hoog aangeschreven boeken over de interpretatie van liederen ("mélodies") in het algemeen en die van Poulenc in het bijzonder:
- (en)  The Interpretation of French Song, vertaling Winifred Radford. Cassell, Londen, 1970.
- (fr)  Francis Poulenc et ses mélodies, voorwoord van Henri Sauguet. Paris, Buchet-Chastel, 1978.
  - (en)  Francis Poulenc The Man & his Songs, voorwoord van Sir Lennox Berkeley, vertaling Winifred Radford, New York, Norton & Company Inc., 1977.

## Over Pierre Bernac
- Myriam Chimènes, Pierre Bernac et l’interprétation de la mélodie française. Parijs / Londen, 1999